# سفارة أوكرانيا في جنوب إفريقيا
سفارة أوكرانيا في جنوب أفريقيا هي أرفع تمثيل دبلوماسي لدولة أوكرانيا لدى جنوب أفريقيا. تقع السفارة في بريتوريا وهي تهدف لتعزيز المصالح الأوكرانية في جنوب أفريقيا.

## وصلات خارجية
- الموقع الرسمي
- قائمة سفارات أوكرانيا
- قائمة السفارات في جنوب أفريقيا